# Награда Жанка Стокић

Награда Жанка Стокић установљена је 2003. године у Београду, на иницијативу Мире Ступице. Додељује се глумицама које су својим радом изузетно допринеле српској филмској, телевизијској и позоришној уметности. Заједно са Добричиним прстеном представља најважнију награду која се у Србији додељује за глумачку делатност.

## О награди
Награду је предложила Мира Ступица током прославе шездесетогодишњице свога рада. Миру су њене колеге - глумци, почаствовали титулом „Највеће српске глумице прошлога века“. Том приликом Ступица је рекла у свом свечаном говору у Народном позоришту, следеће:
Нисам ја највећа српска глумица прошлога века. Највећа глумица коју је српско позориште имало је Жанка Стокић, која је неправедно заборављена, а толико је задужила позоришну уметност и нашу културу. Зато молим нашу културну јавност да Жанку Стокић врати на место које јој припада, и предлажем да се установи глумачка награда која ће се звати „Велика Жанка“.
 Жанка Стокић је рехабилитована 2009. године, одлуком Окружног суда у Београду. Стокићева је 1945. године осуђена на осам година губитка националне части, будући да је током рата учествовала у програмима на радио-станицама под немачком контролом.
Како је рекла Мира Ступица, награда ће бити додељивана глумицама које су стубови позоришта, а не неопходно истовремено и лауреати Добричиног прстена. Осим Ступице, која је била доживотни председник, чланови жирија су се мењали сваке године. Фонд за доделу награде основали су Народно позориште у Београду, на чијој се великој сцени одржава церемонија уручења, затим компанија Новости и град Пожаревац.

## Занимљивости
- Сама Мира Ступица није добитница Велике Жанке. Но будући да је била оснивач и доживотни председник комисије која додељује ову награду, глумица је самим тим била ван избора.
- Радмила Савићевић једина је глумица којој је Велика Жанка додељена постхумно, и то на првој додели, 2003. године.
- Просечна старост глумица у тренутку када добију ово признање износи 59 година. Најстарија добитница је Мира Бањац, која је са 85 година примила награду, док је најмлађа Наташа Нинковић — 45 година у тренутку уручења награде.

## Списак добитница
- 2003: Светлана Бојковић (1947)[3]
- 2004: Милена Дравић (1940-2018)[4]
- 2005: Радмила Живковић (1953-2024)[5]
- 2006: Ђурђија Цветић (1942-2015)[6]
- 2007: Ружица Сокић (1934-2013)[7]
- 2008: Сека Саблић (1942)[8]
- 2009: Гордана Ђурђевић Димић (1961)[9]
- 2010: Дара Џокић (1955)[10]
- 2011: Мирјана Карановић (1957)[11]
- 2012: Љиљана Благојевић (1955)[12]
- 2013: Љиљана Стјепановић (1952)[13]
- 2014: Мира Бањац (1929)[14]
- 2015: Анита Манчић (1968)[15]
- 2016: Јасна Ђуричић (1966)[16]
- 2017: Олга Одановић (1958)[17]
- 2018: Наташа Нинковић (1972)[18]
- 2019: Горица Поповић (1952)[19]
- 2021: Тања Бошковић (1953)[20][21]
- 2025: Нела Михаиловић (1969)[22]

## ПлакетаЖанки у част
Поред награде Велика Жанка, као омаж чувеној глумици, додељује се још једна награда, мањег обима – плакета Жанки у част. За разлику од Велике Жанке која се додељује за животно дело, Жанки у част је награда којом се слави виртуозност српских глумица у одређеним улогама. Додељују је Уметнички савет и Организациони одбор манифестације Позоришне свечаности „Жанки у част”, које организује Удружење грађана Жанка Стокић. Досадашњи добитници су наведени у табели испод.
| Година | Добитница | Улога/Представа                                    | Редитељ/Сценариста                     | Позориште                       |
| ------ | --- | -------------------------------------------------- | -------------------------------------- | ------------------------------- |
| 2009.  | Весна Чипчић | Рина у представи Млеко                             | Ђурђа Тешић/Василис Кациконурис        | Београдско драмско позориште    |
| 2010.  | Даница Максимовић | Марта у представи Ко се боји Вирџиније Вулф?       | Дејан Волф/Едвард Олби                 | Позориште Славија               |
| 2011.  | Љиљана Благојевић | удовица Мира у представи Нек му је лака црна земља | Вида Црнчевић–Басара                   | Позориште Славија               |
| 2012.  | Наташа Нинковић | Наташа, Алин и Катрин у представи Љубавна писма    | Небојша Брадић/Жил Костаз              | Београдско драмско позориште    |
| 2013.  | Ђурђија Цветић | Даница Павловић-Барили у представи Месец у пламену | Стефан Саблић/Сања Домазет             | Београдско драмско позориште    |
| 2014.  | Горан Јевтић За маестрално извођење Живке Поповић, Јевтић је добио плакету иако је она предвиђена искључиво за глумице. | Живка Поповић у представи Госпођа министарка       | Татјана Мандић-Ригонат/Бранислав Нушић | Позориште „Бошко Буха”          |
| 2015.  | Тања Бошковић | Даша у представи Велики талас                      | Ненад Гвозденовић/Игор Амадеј          | Звездара театар                 |
| 2016.  | Јелена Ђокић | Бланш Дибоа у представи Трамвај звани жеља         |                                        | Звездара театар                 |
| 2017.  | Слобода Мићаловић | Френки у представи Френки и Џони                   |                                        | Народно позориште у Београду    |
| 2018.  | Марија Вицковић | Бела у представи Индиго                            |                                        | Звездара театар                 |
| 2019.  | Александра Јанковић | Еби у представи Судњи дан                          | Јана Маричић/Нил Лабјут                | Југословенско драмско позориште |